# Samuel Lewis (éditeur)
Pour les articles homonymes, voir Lewis.
Samuel Lewis (vers 1782 - 1865) est un éditeur de dictionnaires topographiques et de cartes du Royaume-Uni de Grande-Bretagne et d'Irlande. Il souhaite donner, « sous une forme condensée », une description fidèle et impartiale de chaque lieu. La société Samuel Lewis and Co. était basée à Londres. Samuel Lewis l'aîné est décédé en 1865. Son fils du même nom est décédé avant lui en 1862.

## Dictionnaire topographique d'Angleterre
Cet ouvrage contient tous les faits importants tendant à illustrer l'histoire de l'Angleterre. Classé par ordre alphabétique de lieu (village, paroisse, ville, etc.), il fournit une description fidèle de toutes les localités anglaises telles qu'elles existaient au moment de la première publication (1831), montrant exactement où une paroisse civile particulière était située par rapport à la ville ou aux villes les plus proches, la baronnie, le comté et la province dans laquelle elle était située, ses principaux propriétaires fonciers, le diocèse dans lequel elle était située et, d'une importance nouvelle, le district catholique romain dans lequel la paroisse était située et les noms des paroisses catholiques correspondantes. Il y eut six éditions ultérieures, dont la dernière (1848-1849) était en quatre volumes et un atlas.

## Dictionnaire topographique du Pays de Galles
Publié pour la première fois en 1833, une deuxième édition est sortie en 1837, une troisième en 1843 et une quatrième (en deux volumes et un atlas) en 1849.

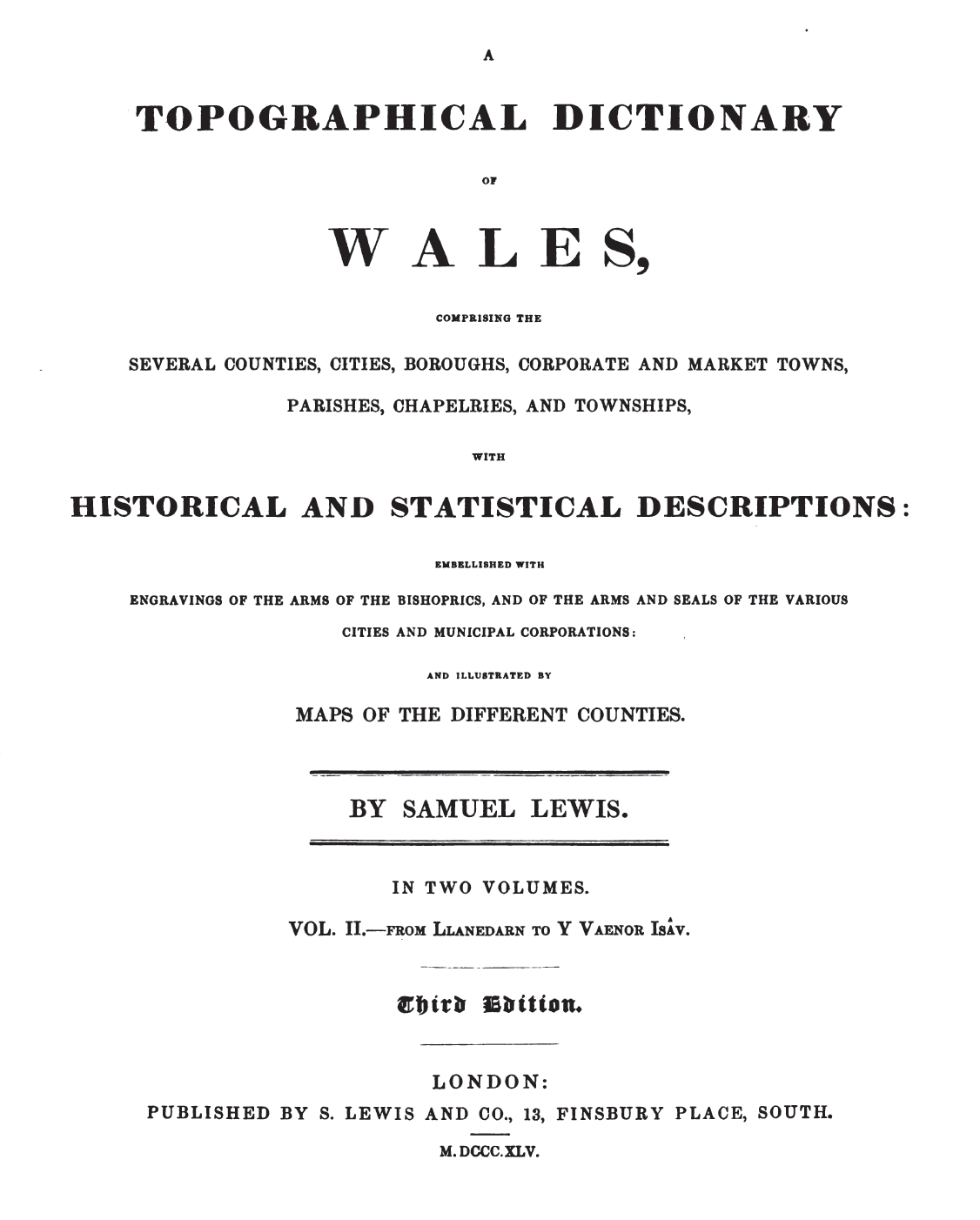
Page de titre de A Topographical Dictionary of Wales, volume II, 3e édition.

La page de titre de la première édition donne une indication de la portée ambitieuse de l'ouvrage :
Un dictionnaire topographique du Pays de Galles, comprenant les différents comtés, villes, arrondissements, villes commerciales et de marché, paroisses, chapelleries et cantons, avec des descriptions historiques et statistiques ; illustré par des cartes des différents comtés ; et une carte du Pays de Galles, montrant les principales villes, routes, chemins de fer, rivières navigables et canaux ; orné de gravures des armoiries des villes, des évêchés, des villes corporatives et des bourgs ; des sceaux des diverses corporations municipales. Il comprend une annexe décrivant les limites électorales des différents arrondissements telles que définies par la loi tardive.
Par Samuel Lewis en deux volumes.
L'ouvrage est en deux grands volumes avec une carte pliante du Pays de Galles et des cartes de comtés séparées, face à l'entrée pour chaque comté individuel.
La 4e édition a été transcrite et mise à disposition gratuitement en ligne par l'Université de Londres.

## Dictionnaire topographique de l'Irlande
Publié pour la première fois en 1837 en deux volumes accompagnés d'un atlas, il marquait une norme nouvelle et nettement plus exigeante dans de tels écrits sur l'Irlande. Hormis The Parliamentary Gazetteer of Ireland, publié en 1845, il n'a pas été remplacé. La première édition est disponible en ligne.
Une deuxième édition a été publiée en 1842.
Dans la préface de 1837, l'éditeur note que :
les nombreuses histoires de comté et les descriptions locales des villes, villages et districts d'Angleterre et du Pays de Galles ont rendu la publication de leurs anciens ouvrages, en comparaison avec le présent, une tâche facile. L'extrême rareté de tels ouvrages, par rapport à l'Irlande, imposait la nécessité d'une plus grande assiduité dans l'enquête personnelle et augmentait proportionnellement la dépense.
Lewis s'est appuyé sur les informations fournies par les contributeurs locaux et sur les travaux antérieurs publiés tels que Coote's Statistical Survey (1801), Taylor et Skinner's Maps of the Road of Ireland (1777), Pigot's Trade Directory  (1824) et d'autres sources. Il utilise également les différents rapports parlementaires, notamment le recensement de 1831, les relevés scolaires des années 1820 et du début des années 1830. Les contributeurs locaux ont reçu les épreuves pour commentaires finaux et révision. Les noms de lieux sont ceux en usage avant la publication de l'Atlas de l'Ordnance Survey en 1838. Les distances sont en miles irlandais (le mile terrestre est de 0,62 d'un mile irlandais).
Le dictionnaire donne une image de l'Irlande avant la Grande Famine (1845–1849).

## Dictionnaire topographique de l'Écosse
Publié pour la première fois en deux volumes et un atlas,
,
.